# (7109) Heine
(7109) Heine ist ein Asteroid des Hauptgürtels, der am 1. September 1983 von der ukrainischen Astronomin Ljudmyla Karatschkina am Krim-Observatorium (IAU-Code 095) in Nautschnyj, etwa 30 km von Simferopol entfernt, entdeckt wurde.
Der Asteroid wurde anlässlich seines 200. Geburtstag nach dem deutschen Dichter, Schriftsteller und Journalisten Heinrich Heine (1797–1856) benannt, der einer der bedeutendsten deutschen Autoren des 19. Jahrhunderts war. Er gilt zugleich als einer der letzten Vertreter und zugleich als Überwinder der Romantik.